# Cephalantheropsis obcordata
Cephalantheropsis obcordata là một loài thực vật có hoa trong họ Lan. Loài này được (Lindl.) Ormerod mô tả khoa học đầu tiên năm 1998.